# Resolució 322 del Consell de Seguretat de les Nacions Unides
La Resolució 322 del Consell de Seguretat de les Nacions Unides, aprovada per unanimitat el 22 de novembre de 1972, després de reafirmar les resolucions anteriors i considerant el reconeixement per l'Organització de la Unitat Africana dels moviments revolucionaris d'Angola, Guinea Bissau, Cap Verd i Moçambic, el Consell va demanar al govern de Portugal el cessament de les operacions militars i qualsevol acte de repressió contra la població d'aquests territoris. La resolució va reclamar Portugal entrar en negociacions amb les parts afectades amb la intenció d'assolir una solució als enfrontaments armats i permetent que els pobles d'aquests territoris poguessin exercir el seu dret a l'autodeterminació i va demanar al Secretari General seguir l'evolució i informar periòdicament al Consell.